# Андерни
Андерни́ (фр. Anderny) — коммуна во французском департаменте Мёрт и Мозель, региона Лотарингия. Относится к  кантону Одюн-ле-Роман.	

## География
Андерни расположен в 33 км к северо-западу от Меца. Соседние коммуны: Малавиллер и Одюн-ле-Роман на севере, Санси на востоке, Триё на юго-востоке, Тюккенье и Мери-Менвиль на юге, Мон-Бонвиллер на юго-западе, Мюрвиль на западе.

## Демография
Население коммуны на 2010 год составляло 289 человек.
| 1962 | 1968 | 1975 | 1982 | 1990 | 1999 | 2010 |
| ---- | ---- | ---- | ---- | ---- | ---- | ---- |
| 446  | 326  | 288  | 241  | 199  | 222  | 289  |